# Antillophos opimus
Antillophos opimus is een soort in de klasse van de Gastropoda (Slakken).
Het dier komt uit het geslacht Antillophos en behoort tot de familie Buccinidae. Antillophos opimus werd in 2005 beschreven door Fraussen & Poppe.